# 孫即康
孙即康（1138年—1211年），字安伯。金朝大臣，其先辈是沧州人，石敬瑭建后晋时，割让燕云十六州给辽朝，辽朝即迁他的家族到燕京，孙即康为大兴府（治今北京市）人。
金世宗大定十年（1170年），孙即康登进士第，补尚书省令史。金章宗即位，孙即康迁户部员外郎。明昌三年（1192年），与盐官议定禁私盐三法，即处置军民犯私盐禁等法，皆被采纳为一代定制。明昌三年（1192年），官至御史中丞。明昌五年，受命审问镐王完颜永中“谋不轨”一案，使永中父子冤屈而死。迁泰宁军节度使，改知延安府事。承安五年（1200年），复任御史中丞。泰和三年（1203），除参知政事。泰和四年（1204年），升尚书右丞。泰和六年（1206年），宋朝开禧北伐，与左丞仆散端等力主对宋用兵，南宋请和，孙即康也因此被提升为尚书左丞。因为他除授官职失序，停职待罪，金章宗下诏不问。完颜永济即位，进平章政事，封崇国公，致仕。大安三年（1211年）孙即康去世。

## 延伸阅读
[在维基数据编辑]
 《金史/卷99》，出自脱脱《遼史》